# 燃冬
《燃冬》（英語：The Breaking Ice）是一部2023年中国大陆爱情片，由陈哲艺执导，周冬雨、刘昊然和屈楚萧主演，讲述了三位年轻人在延吉冬天数日的三角爱情故事。于2023年5月21日在第76屆坎城影展首映，同年8月22日在中国大陆公映。本片被新加坡選送參與第96屆奧斯卡金像獎最佳國際影片獎角逐。

## 演员
| 演員   | 角色 | 介绍                       |
| 周冬雨 | 娜娜 | 河北人，延吉当地导游       |
| 刘昊然 | 浩丰 | 河南人，上海金融行业从业者 |
| 屈楚萧 | 韩萧 | 四川人，在延吉餐馆工作     |

## 制作和发行
导演陈哲艺在前期创作时参考了法国电影《朱尔与吉姆》两男一女三人行的设定。他在选角时先联系了周冬雨，再联系了刘昊然，屈楚萧则是由制片人所推荐。拍摄地点选择了浓有朝鲜族文化的延吉市，摄影全程使用40mm镜头。
新加坡声波艺术工作者何坚良（Kin Leonn）为电影配乐，是為他第一次为长片配製音乐。他不通華語，从未經過任何正统音乐训练，完全不懂乐谱。
2021年12月，本片开拍。2022年2月，本片杀青并发布首版海报。
2023年4月13日，本片入围第76屆坎城影展一种关注单元。2023年5月16日发布首支片段。2023年5月21日，本片于坎城影展在德彪西电影宫首映，导演陈哲艺、主演周冬雨、刘昊然以及其他主创人员出席。

## 获奖和提名
- 第76屆坎城影展一种关注单元：提名[11]
- 第17屆亞洲電影大獎最佳女主角：周冬雨（提名）